# ニコライ・ザボロツキー
ニコライ・アレクセイエヴィチ・ザボロツキー（ロシア語: Никола́й Алексе́евич Заболо́цкий, ラテン文字転写: Nikolay Alexeyevich Zabolotsky、 1903年5月7日 - 1958年10月14日）は、ロシアの詩人、児童文学作家、翻訳家。前衛的な不条理主義の芸術グループ「オベリウ」の共同設立者のひとりである。

## 経歴
1903年、カザン郊外に生まれた。いまのマリ・エル共和国とキーロフ州で幼少期を送った。1920年に親元を離れモスクワに上京し、モスクワ大学医学部に入学。1年後にはペトログラード（いまのサンクトペテルブルク）のサンクトペテルブルク大学教育研究所に移った。
この頃、ザボロツキーはすでに詩作をはじめていた。当時の作品にはウラジーミル・マヤコフスキーやヴェリーミル・フレビニコフの未来派をはじめアレクサンドル・ブロークやセルゲイ・エセーニン、さらには画家のパーヴェル・フィローノフやマルク・シャガールの影響が垣間見える。後に妻となるE・V・クリコワと出会ったのもこの時期である。
1928年にダニイル・ハルムスやアレクサンドル・ウヴェデンスキーと前衛派グループ「オベリウ」を結成。グループ名は「真の芸術協会」 (Объединение реального искусства) の頭文字をとったものである。翌年に出された初の詩集 Столбцы （ストルブツィ） は、レーニンによるネップ導入で現出した奇妙な暮らしを題材にしている。所収の不条理な子守唄「十二宮の黄昏」は、67年後の1996年にポップ曲としてヒットした。1937年には二作目の詩集を発表。ここからは、創作の題材が社会に対する懸念から哀歌や自然詩に移っていることがうかがえる。汎神論をテーマにした作品も所収した。
スターリンの検閲が厳しくなると、ザボロツキーもソ連政府の粛清対象になった。1938年、彼は5年間のシベリア送りを命じられる。この刑期は後に戦争が終わるまでと規定された。懇請の結果収容所からは釈放されたが、カラガンダでの亡命生活を余儀なくされた。この間も彼は著作活動を続け、『イーゴリ遠征物語』の翻訳にいそしんだ。これは1945年に発表された。1946年にモスクワへ帰京し、ソ連作家同盟に復帰。グルジア語の詩（ショタ・ルスタヴェリの叙事詩『豹皮の騎士』やヴァジャ・プシャヴェラ、グリゴール・オルベリアニ、ダヴィト・グラミシュヴィリなどの近代詩）を訳すとともに、グルジアに足しげく通った。独自の創作活動も続けたが、粛清以前と比べると文体ががらりと変わった。詩は伝統的・保守的になり、フョードル・チュッチェフの作品とよく比較された。
最期の数年間、ザボロツキーは病に悩まされた。1956年に心筋梗塞に襲われてからは、ほとんどの時間をカルーガ州タルーサで送った。1958年に二度目の心筋梗塞に見舞われ、モスクワで亡くなった。

## 翻訳
- 『エリザヴェータ・バーム／気狂い狼　オベリウ・アンソロジー』小澤裕之編訳 書肆侃侃房 2025
  - 以下の5作を収録「気狂い狼」「運動」「不死」「さらば友よ」「みにくい女の子」